# Mayoi Neko Overrun!
Mayoi Neko Overrun! (яп. 迷い猫オーバーラン！, «Навала бродячих кішок!») — ранобе Томіхіро Мацу, що виходило з 2008 по 2012 роки. Пізніше з'явилися аніме і манга адаптації. На початку травня 2010 року перший том манги став 12-м за продажами в Японії, піднявся до дев'ятого місця і до середини місяця опустився на 27-е. Blu-ray з аніме у кінці липня 2010 року зайняли десяте за продажами місце. Кожна серія аніме мала власного режисера.

## Сюжет
Головний персонаж, Такумі Цудзукі разом зі своєю опікункою, Отоме Цудзукі, працює в кафе «Бродячі кішки» (яп. ストレイキャッツ), Де їм допомагає подруга дитинства Такумі, Фумін Серідзава. Одного разу Отоме підбирає дівчину-кішку Нодзомі Кірію, яка також приєднується до кафе. Сюжет будується навколо відносин працівників кафе.

## Персонажі
Такумі Цудзукі (яп. 都築 巧 Цудзукі Такумі) — головний герой. Батьки кинули його, і до шести років він жив у дитбудинку. Після цього дитбудинок закрили, а самого Такумі взяла до себе Отоме.
Фумін Серідзава (яп. 芹 沢 文 乃 Серідзава Фуміно) — головна героїня, подруга дитинства Такумі. Всі її слова слід сприймати навпаки. Наприклад, якщо вона каже, що не хоче чого небудь, значить насправді вона цього хоче. Улюблена фраза — «помри двічі!» (яп. 二回死ね！). Закохана в Такумі.
Тісе Уменоморі (яп. 梅ノ森 千世 Уменоморі Тісе) — одна з головних героїнь, дочка власника школи Уменоморі, до якої ходять всі інші герої. Величезне стан її родини дозволяє їй витворяти все, що заманеться, аж до зйомок зимових пейзажів посеред пустелі. Поводиться нахабно, намагається командувати іншими героями, але все це має лише одну мету — подружитися з ними. Також, закохана в Такумі.
Нодзомі Кірія (яп. 霧谷 希 Кирія Нодзомі) — одна з головних героїнь, дівчина-кішка. Небагатослівна, добра і розумна, а також володіє прекрасними фізичними навичками. Так, вона змогла поодинці перемогти всю школу в спортивному змаганні. Улюблена фраза — «ня» (яп. にゃ). У минулому вона виховувалася в академії Мурасаме, яка використовувала найкращих фахівців, щоб вихованці академії не відчували складнощів з вступом в суспільство. Найкращим вихованцям академії давалася прізвище «Мурасаме». За свій видатний інтелект і прекрасні фізичні навички, Нодзомі повинна була стати тринадцятим Мурасаме. Однак, вважаючи що тим самим вона вкрала щастя у решти кандидатів, вона втекла з академії, після чого була підібрана Отоме і стала однією з працівниць кафе «Бродячі кішки».
Отоме Цудзукі (яп. 都築 乙女 Цудзукі Отоме) — власниця кафе «Бродячі кішки». Обожнює всьому допомагати і заради цього може поїхати хоч на інший кінець Землі. Також, любить підбирати кішок, у безлічі проживають в її кафе. У минулому Такумі став першою людиною, якого вона підібрала. Другим стала Нодзомі.

## Аніме

### Список серій
Список серій аніме відповідно до даних сайту cal.syoboi.jp:
| №  | Назва                                        | Дата оригінального показу |
| -- | -------------------------------------------- | ------------------------- |
| 1  | «Mayoi Neko, Kaketa» (迷い猫、駆けた)        | 6 квітня 2010             |
| 2  | «Mayoi Neko, Waratta» (迷い猫、笑った)       | 13 квітня 2010            |
| 3  | «Mayoi Neko, Mitsuketa» (迷い猫、見つけた)   | 20 квітня 2010            |
| 4  | «Mayoi Neko, Nuida» (迷い猫、脱いだ)         | 27 квітня 2010            |
| 5  | «Mayoi Neko, Naita» (迷い猫、泣いた)         | 4 травня 2010             |
| 6  | «Mayoi Neko, Komatta» (迷い猫、困った)       | 11 травня 2010            |
| 7  | «Mayoi Neko, Notta» (迷い猫、乗った)         | 18 травня 2010            |
| 8  | «Mayoi Neko, Nuita» (迷い猫、抜いた)         | 25 травня 2010            |
| 9  | «Mayoi Neko, Oyoida» (迷い猫、泳いだ)        | 1 червня 2010             |
| 10 | «Mayoi Neko, Mattetta» (迷い猫、持ってった)  | 8 червня 2010             |
| 11 | «Mayoi Neko, Wareta» (迷い猫、割れた)        | 15 червня 2010            |
| 12 | «Mayoi Neko, Kimeta» (迷い猫、決めた)        | 22 червня 2010            |
| 13 | «Mayoi Neko, Matomatta» (迷い猫、まとまった) | 29 червня 2010            |